# Голубкіна Лариса Іванівна
Лариса Іванівна Голубкіна (9 березня 1940, Москва — 22 березня 2025 Москва) — радянська і російська актриса театру і кіно, співачка. Народна артистка РРФСР.
Вдова актора театру і кіно Андрія Миронова.

## Біографія
Лариса Голубкіна народилася 9 березня 1940 року в Москві. У 1955 році поступила в Московське музичне педагогічне училище, закінчила його в 1959 році, Потім вступила до ГІТІСу, на відділення музичної комедії, де займалася вокалом у Марії Максакової.
Під час навчання в ГІТІСі почала зніматися в кіно — дебютом актриси стала участь в комедії Ельдара Рязанова «Гусарська балада».
Після закінчення ГІТІСу в 1964 році Лариса Голубкіна стає актрисою Центрального академічного театру Радянської Армії (нині — Центральний академічний театр Російської армії, ЦАТРА). Брала участь у багатьох виставах, де режисери використовували її уміння з однаковою виразністю грати ліричних і характерних героїнь, співати і танцювати: «Солдат і Єва» (Єва), «Ренальдо йде в бій» (Анжеліка), «Давним-давно» (Шурочка Азарова). «Розкинулося море широко» (Олена), «Закон вічності» (Марі), «Останній палко закоханий» (3 ролі), «Любов— книга золота» (Катерина II) та ін.
Брала участь у телевізійному поданні «Бенефіс Лариси Голубкіної» (1974), знятому режисером Євгеном Гінзбургом за сюжетом вистави «Пігмаліон» Бернарда Шоу, де Голубкіна зіграла Елізу Дулітл. Спектакль був доповнений музичними номерами, сучасними піснями, цікавими пародійними епізодами і ліричними відступами. «Бенефіс» мав успіх у Великій Британії, на XVII Міжнародному конкурсі телевізійних розважальних передач в Сопоті (1977) отримав приз — «Кришталеву антену».
Одночасно з театральною діяльністю з 1960-х років виступала на естраді, виконуючи пісні з репертуару Клавдії Шульженко, пісні радянських композиторів і старовинні російські романси, працює з оркестрами Леоніда Утьосова, Анатолія Кролла, з квартетом під управлінням В. Малікова. квартетом під управлінням Є. Виставкіна, піаністами Давидом Ашкеназі, Б. Мандрусом, Л. Кауфманом, С. Коганом. У 70-80-х багато гастролює по Росії зі своїм чоловіком Андрієм Міроновим і акомпаніатором Левоном Оганезовим. Поступово романсовий репертуар, де вокальна майстерність Голубкіної виявилася особливо яскраво, стає домінуючим. У 1991 в Москві відбувся її перший сольний концерт в «ДЦКЗ Росія», де Голубкіна, у супроводі оркестру народних інструментів ім. М. Осипова, виконувала російські романси. З оркестром М. Осипова і піаністами Оганезовим і А. Бісеровим випустила компакт-диск (1992), в який увійшли такі романси, як «Темно-вишнева шаль», «О, забудь» (муз. Т. Котляревської), «Біля каміна» (муз. П. Баторина). «Якщо можеш — пробач» (муз. Дж. Раймондо, обр. А. Островського, вір. Й. Аркадьєва), «Тільки раз» (муз. В. Фоміна, вір. П. Германа), «Караван» (муз. Б. Прозоровського, сл. Б. Тимофєєва), «Ми тільки знайомі» (муз. Б. Прозоровського, вір. Л. Пеньковського), «Ніч світла» (муз. Н. Шишкіна, вір. М. Язикова) та ін
У 1999 разом з іншими відомими акторами взяла участь у проекті Віктора Мережка та композитора Євгена Бедненка «Співають зірки театру і кіно», де з успіхом виступила як виконавиця російських романсів. Підсумком проекту стали концерти і музичний диск, випущений в США і продубльований «Радіо МПС».
Останнім часом багато виступає та гастролює в Росії і за кордоном з піаністами А. Бисеровым і А. Сарієвим. Є постійним членом журі Всеросійського конкурсу акторської пісні ім. Андрія Миронова (проходить з 1990 р.).
Крім зйомок у кіно Лариса Голубкіна також була ведучою телепрограми «Артлото» і «Ранкова пошта», учасниці телепередачі «Точнісінько» (2015).

### Родина
Мати — Голубкіна Клавдія Михайлівна (1914—1985) була закрійницею, батько — Голубкін Іван Павлович (1916—1996) — військовим. Похований на родинному цвинтарі села Мотовилово Рязанської області.
- Незареєстрований шлюб (1969—1974) — Щербінський-Арсеньєв Микола Георгійович, сценарист.
  - Дочка — Марія Голубкіна (1973 р. н.) (зять (1995—2008) — Микола Фоменко).
    - Онуки: Анастасія Фоменко (1998) та Іван Фоменко (2003).
- Чоловік (1977—1987) — Андрій Миронов[7].

## Визнання і нагороди
- Заслужений артист РРФСР (28.11.1973)
- Народний артист РРФСР (20.05.1991)
- Орден Дружби (2000)[8]
- Два ордени «Знак Пошани»

### Ролі в театрі
- 1985 — «Рядові», за п'єсою А. Дударева, реж. Юрій Єрьомін / Центральний театр Радянської Армії.

Зіграла Голубкіна й інші ролі героїчного плану: юну Аніску в «Нашесті», Олену в «Розкинулося море широко», Олену Огороднікову в «Супутниках».
У наступні роки творчий багаж Голубкіної доповнився ролями у виставах:
- «Комічна фантазія» Г. Горіна (Марта),
- «Останній палко закоханий» Н. Саймона (Елейн Маццоні, Боббі Мітчел, Жаннет Фішер),
- «Закон вічності» Нодара Думбадзе (Марія),
- «Провокація» Ю. Семенова (Ані),
- «Набуття» Іона Друце (Катерина Маленька),
- «Рядові» О. Дударєва (Ліда),
- «Сімейна вечеря в половині другого» В. Павлова (Ірина),
- «Макбет» В. Шекспіра (Леді Макдуф),
- «Боже, бережи короля» С. Моема (Гвен),
- «Серце не камінь» О. М. Островського (Аполлінарія Панфиловна),
- «Любов — книга золота» О. М. Толстого (Катерина II),
- «Пізня любов» О. М. Островського (Шаблова),
- антрепризний спектакль Леоніда Трушкіна «Вшанування» (Театр Антона Чехова) та ін.

В даний час зайнята у виставах ЦАТРА «Серце не камінь», «Пізня любов», «Школа любові» і «Вовки і вівці». Також грає у виставі Театру імені Пушкіна «Дівич-вечір club»..

### Фільмографія
- 1962 — Гусарська балада — Шурочка Азарова / «корнет Азаров»
- 1963 — День щастя — Рита, сусідка Шури
- 1964 — Дайте книгу скарг — Тетяна Олександрівна Шумова, директор ресторану
- 1965 — Як вас тепер називати? — Лідія Костюк, радянська розвідниця
- 1966 —  Казка про царя Салтана — Цариця
- 1968 — 1971 — Звільнення — Зоя, медсестра
- 1972 — Масштабні хлопці (телеспектакль) — оповідачка
- 1979 — Троє в човні, не рахуючи собаки — Енн
- 1993 — Трагедія століття — Зоя
- 1994 — Простодушний — Алоїза, «тітонька»
- 1997 — Анастасія (Софі, озвучування)
- 2001 — Мамука — епізод
- 2007 — Мальовнича авантюра — Маргарита Михайлівна Гагаріна